# Mestna hiša, Talin
Mestna hiša v Talinu (estonsko Tallinna raekoda) je stavba v starem mestnem jedru Talina v Estoniji, poleg mestnega trga. Je najstarejša mestna hiša v celotni baltski regiji in Skandinaviji.
Stavba stoji na južni strani starodavne tržnice in je dolga 36,8 metra. Zahodna stena je dolga 14,5 metra, vzhodna pa 15,2 metra. Gre za dvonadstropno stavbo s prostorno kletjo.
Stari Tomaž (estonsko Vana Toomas) na vrhu stolpa Mestne hiše, ki je tam od leta 1530, je postal eden od simbolov Talina. Višina stolpa je 64 metrov. Mestna hiša v Talinu stoji na Mestnem trgu, kamor vodijo ulice Kullassepa, Dunkri in Vanaturu kael. Ena najkrajših ulic v Talinu je Raekoja tänav, ki je za mestno hišo.
Mestni trg je dobil sedanjo dolžino v 1370-ih. Mestna hiša je bila leta 1374 pokrita z deskasto streho in je bila verjetno enonadstropna kamnita stavba s kletjo. Podstrešje je služilo kot shramba. Fasada te dolge in ozke stavbe je zdaj zadnja stena arkade, kjer se lahko še vedno vidi nekaj preprostih kiparskih okroglih oken iz tega časa.
Mestna hiša z ogromno sejno sobo je bila leta 1322 prvič omenjena v knjigi nepremičnin kot ' consistorium', ki je imel takrat ogromno skladišče (cellarium civitatis). Iz tega časa je ostalo nekaj obzidja v vzhodnem delu sodobne mestne hiše in sedem oken v kleti in pritličju. Leta 1364 so jo imenovali igralnica (teatrum), leta 1372 pa mestna hiša (rathus).
Mestni svet je nadzoroval mestne politične, gospodarske in delno celo salonske aktivnosti. Pogosto je bila sodišče in kraj za uvajanje blaga; včasih so jo uporabljali celo kot prostor za gledališče, kot lahko sklepajo iz besede teatrum. Zato je bilo zelo pomembno, da je postavljena v središče mesta in je videti reprezentativno.
Čeprav je mestna oblast v Mestni hiši delovala do leta 1970, ima še vedno vlogo predstavniške stavbe mestne uprave in obiskovalce sprejema kot koncertno prizorišče in muzej, kjer se lahko spozna stoletja dolgo zgodovinsko in arhitekturno vrednost mestne hiše v Talinu. Mestna hiša je v povezavi s starim mestnim jedrom Talina od leta 1997 na Unescovem seznamu svetovne dediščine. Leta 2004 je mestna hiša v Talinu praznovala 600. rojstni dan.
Leta 2005 je mestna hiša v Talinu prejela visoko priznanje - 2. nagrado v kategoriji ohranjanje arhitekturne dediščine za oživitev zadnje ohranjene gotske mestne hiše v severni Evropi in zgledno razkrivanje vseh zgodovinskih plasti te ikone velike evropske tradicije občinske oblasti. Nagrado je Elviri Liiver Holmström, direktorici mestne hiše v Talinu, podelila španska kraljica Sofía na podelitvi nagrad evropske dediščine, ki je bila 27. junija 2006 v palači Palacio Real de El Pardo v Madridu. Medaljo Europa Nostra sta mestni hiši v Talinu na slovesnosti 15. septembra 2006 podelila Siim Kallas, podpredsednik Evropske komisije in Thomas Willoch, član uprave Europa Nostra.

## Arhitektura
Mestna hiša je bila sprva stavba, kjer so sestajali mestni občani. Kasneje je bil uporabljen kot vladna zgradba, sodišče in prostor za uvajanje novega blaga.
Mestna hiša je zgrajena iz sivega apnenca, streha pa iz glinenih strešnikov. Je veliko starejša kot je videti in kaže njen sedanji videz. Stari zidovi, ki se skrivajo za poznejšimi gradnjami, pripovedujejo zgodbo o večstopenjski gradnji. Po najnovejših študijah je širitev mestne hiše potekala v petih različnih obdobjih od zahoda proti vzhodu. Zato je postavitev mestne hiše kriva in ukrivljena in je videti kot trapez. V prvi četrtini 14. stoletja so obstoječo stavbo razširili in razširili kletne prostore. Nastala je nekakšna prostorska porazdelitev sistema. Glede na rezultate terenskih študij lahko rečemo, da je najstarejša mestna hiša pokrivala zahodni del sedanje mestne hiše, južna stena sedanje arkade pa je bila obrnjena proti trgu.
Leta 1346 je danski kralj oblast v Estoniji prepustil Tevtonskemu redu. Talin je kot hanzeatsko mesto dobil pravico do nadzora vzhodne trgovine, ki ima tako imenovano pravico kot območje zalog. Hitra rast trgovanja in blaginja sta določili potrebo po novih sobah in videzu mestne hiše.
Najstarejši, vzhodni del stavbe je bil podaljšan od leta 1371 do 1374 proti zahodu. Ta zgradba s sedanjo dolžino se ni kaj dosti razlikovala od velike meščanske hiše. Zunanjost je stavba dobila v letih 1402–04, obnovo pa je vodil kamnosek Ghercke, ki se je v ključnih značilnostih ohranila do danes. Stavba je bila zgrajena dvonadstropna.
Iz vzhodnega zatrepa stavbe se dviga opazen osmerokotni stolp, ki je večinoma vgrajen v stavbo in je naslonjen na steno. Zgradil ga je G. Graff v letih 1627–28. Ima tridelni baročni stolpič z odprtimi galerijami. Stolp je visok 64 metrov. Konica je bil zgrajena leta 1627, vendar je dokončno obliko dobila leta 1781 in je bila v tej obliki leta 1952 tudi rekonstruirana po uničenju v drugi svetovni vojni (arhitekt A. Kukkur). Stolp je v poznorenesančnem slogu.
Dekorativni detajli so parapet s cinami, ki deluje kot utrdba, Stari Tomaž (Vana Toomas), ki se vije na vrhu stolpa (kopija izvirnika iz leta 1530 je v mestnem muzeju v Talinu (Linnamuuseum), je vetrovnica s tremi jajci, na zahodnem zatrepu je preprost skalni lev in bruhalniki, okrašeni z glavami zmajev. Stari Tomaž je oblečen v oblačila mestne straže iz 16. stoletja, drži zastavo, na kateri je napisano leto 1996.
Odprta arkada na daljši strani trga stavbe obsega skoraj celotno pritličje fasade. Tu se razprostirajo vhodi in okna kleti. Začetni portal je bil postavljen na zahodni strani fasade. Sedanji glavni vhod je bil zgrajen kasneje, domnevno v 18. stoletju. Nizki prizidki na zahodni strani stavbe so bili postavljeni konec 18. stoletja. Tudi okna glavne fasade so bila večkrat spremenjena. Prostori na zahodni strani kleti so pokriti z robnimi oboki, ki jih nosijo močni štirikotni stebri. Del kletnih predelnih sten je bil verjetno zgrajen kasneje. Močna stena ločuje zahodno stran kleti od opazno nižje stavbe na vzhodu. Na kvadratni strani stavbe je odprta arkada. Sedanji glavni vhod s stopniščem je bil zgrajen v 18. stoletju. V srednjem veku so bili v prvem nadstropju trgovska dvorana in mučilnica / vinska klet. V srednjem veku je bilo v drugem nadstropju sodišče, poleg tega pa še blagajna, soba za vodenje računov, predstavniška dvorana za občane, salon Mestne hiše in kuhinja Mestne hiše.
Masivno pročelje je prebodeno z ozkimi štirioglatimi okni, ki so nekoliko večja kot na običajnih stanovanjskih hišah. Te skupine oken označujejo tri najpomembnejše pisarne in predstavitvene prostore glavnega nadstropja, začenši od stolpa: pisalna soba mestne hiše (kämmerei), enoladijska mestna soba, ki je bila dvorana za gospodarja mestne hiše in dvoladijska dvorana za državljane. Iz teh oken so gospodje mestne hiše videli več hiš pod mestno hišo: tehtalnica, lekarna, kovnica kovancev in zapor. Na koncu fasade je parapet, ki spominja na zgornji del trdnjavskega zidu z okrasnimi strelnicami.
Arkada je sestavljena iz devetih lokov in podprta z osmimi stebri. Eden od stebrov arkade je bil uporabljen kot steber za kaznovanje. Zločince, ki so bili priklenjeni nanj, so razstavili meščanom, da bi jih lahko sramotili in se jim posmehovali. Arkada se konča z glavnim vhodom v mestno hišo. Glavna vrata se od drugih manjših vrat in loput razlikujejo po čudovitih kiparskih podstavkih in treh stopnicah, ki vodijo do vrat. Zaradi njih je vidno, da je to glavni vhod. 
Najzanimivejši prostori glavnega nadstropja so praznična meščanska dvorana s šestimi oboki in salon Mestne hiše. Tako imenovana dvorana za državljane v drugem nadstropju, ki je dolga 16,2 metra in široka 12 metrov, je 7,5 metra visoka soba z dvema obokoma. Prostor podpirata dva oktaedrična stebra, značilna za arhitekturo 16. stoletja. Prostor je pokrit z nizkim obokom. V jugovzhodnem kotu mestne hiše je jašek, ki prežema vsa nadstropja, nekoč je bil stranišče (profatt).

## Tapiserije
Leta 1547 je mestni svet Talina naročil opremo in tapiserije. Tapiserije so bile tkane z barvano volno z naravnimi barvami tekstila. Izdelane so bile na Nizozemskem v mestu Enghien. Upodobljene so podrobnosti zgodbe o kralju Salomonu. Na vsaki od treh so grbi Talina kot identifikacija stranke, nad grbom pa je zapisano leto, ko je bila tapiserija izdelana (1547). Od leta 1937 te tapiserije pripadajo mestnemu muzeju v Talinu. V mestni hiši so kopije.
Tapiserije, stare pet in pol stoletij, so tako dragocene, da se jih ni dovoljeno dotikati golih rok. Kopijo v mestni hiši v Talinu je za 600. rojstni dan mestne hiše v Talinu izdelalo podjetje z imenom Hines of Oxford v angleškem Oxfordu. Izdelavo tapiserij so usmerjale fotografije in vzorci nezbledele volne, odvzeti s hrbtne strani.
V 20. stoletju je Talin skoraj izgubil dragocene tapiserije. Leta 1909 so bili mnenja, da bi bilo dobro prodati tapiserije, saj je bilo treba zapolniti proračunsko luknjo. Menili so, da bi v mestu z denarjem lahko zgradili šolo ali bolnišnico. Na srečo je skupnost temu nasprotovala. Objavljenih je bilo veliko člankov, tudi v časopisih v Rigi in Sankt Peterburgu. Tapiserije niso prodali. Med prvo svetovno vojno so znamenite tapiserije odnesli v Moskvo, da bi jih med trajanjem vojne varno skrivali. Z lahkoto bi tam tudi ostale. Na srečo jih je Jaan Poska s Tartujsko pogodbo uspel vrniti tapiserije, skupaj z drugimi dragocenostmi iz Rusije.
Sedem barvitih tapiserij, ki krasijo glavno stavbo v Talinu, je z Nizozemskega naročil Alderman Arent Pakebusch, ki je predplačal 150 mark. Po končanju leta 1548 je plačal še 341,5 marke in 4 kilingov.